# (13118) La Harpe
Pour les articles homonymes, voir La Harpe.
(13118) La Harpe est un astéroïde de la ceinture principale.

## Description
(13118) La Harpe est un astéroïde de la ceinture principale. Il fut découvert par Eric Walter Elst le 20 octobre 1993 à La Silla. Il présente une orbite caractérisée par un demi-grand axe de 2,98 UA, une excentricité de 0,079 et une inclinaison de 11,54° par rapport à l'écliptique.
Il fut nommé en hommage à Jean-François de La Harpe (1739-1803), écrivain et critique français, d'origine suisse.

## Compléments